# Saint-Cricq-Chalosse
Saint-Cricq-Chalosse är en kommun i departementet Landes i regionen Nouvelle-Aquitaine i sydvästra Frankrike. Kommunen ligger i kantonen Hagetmau som tillhör arrondissementet Mont-de-Marsan. År 2022 hade Saint-Cricq-Chalosse 633 invånare.

## Befolkningsutveckling
Antalet invånare i kommunen Saint-Cricq-Chalosse
Referens:INSEE